# Larme

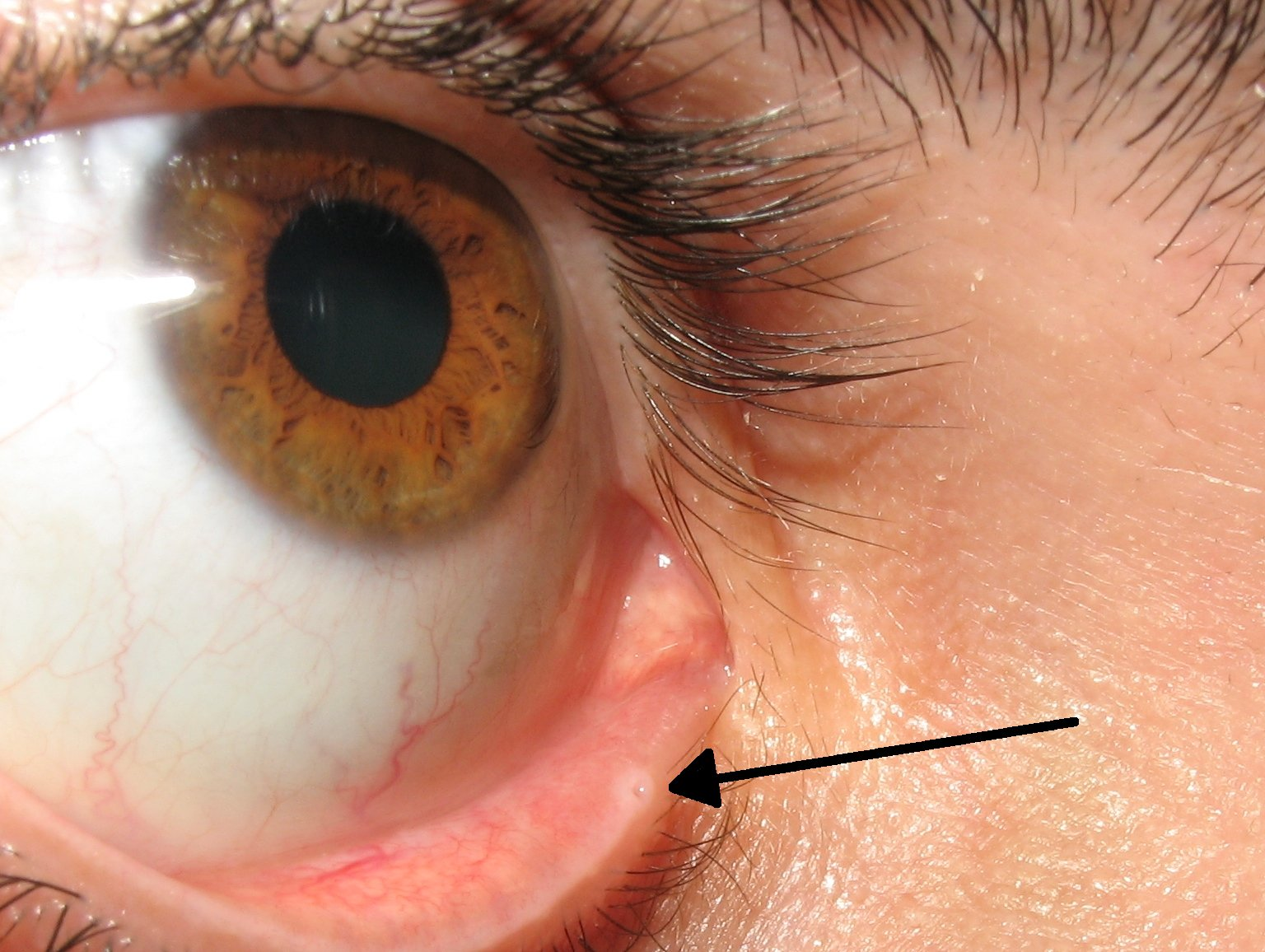
Point lacrymal inférieur

Glande lacrymale.
a : Glande lacrymale
b : Point supérieur lacrymal
c : Canal lacrymal supérieur
d : Sac lacrymal
e : Point lacrymal inférieur
f : Canal lacrymal inférieur
g : Canal nasolacrymal
La partie la plus rose à droite de l'œil s'appelle la caroncule lacrymale

Les larmes sont constituées de liquide lacrymal qui déborde de l'œil. Elles sont salées, sécrétées par les glandes lacrymales au niveau des yeux. 
Une production (réflexe) accrue de larmes est activée par certains stimuli, par exemple si le système nerveux détecte un danger au niveau de la cornée tel qu'un contact avec un objet ou un acide (ex : le 1-sulfinylpropane qui attaque l'œil quand on épluche un oignon ; dans ce cas larmoyer permet de diluer la molécule et de la chasser de la paroi oculaire).
Les pleurs sont l'apparition de larmes causée par un état émotionnel, le plus souvent du désespoir, de la tristesse ou de la douleur, mais aussi de la joie, des rires, de la rage, etc. Pleurer est normalement un acte réflexe, mais certains comédiens peuvent produire des larmes en évoquant intérieurement des circonstances provoquant la tristesse. 
Dans diverses cultures, des pleureuses étaient ou sont encore appelées pour pleurer les morts.

## Composition et fabrication
Le liquide produit et sécrété lors du larmoiement est essentiellement aqueux, contenant entre autres du chlorure de sodium (qui donne aux larmes leur goût salé) ainsi que d'autres ions, des lipides, des enzymes et, accessoirement, certains médicaments. D'après une étude menée en 1981, sa composition varie et les larmes versées lors d'une émotion sont plus riches en protéines que celles versées pour une simple irritation locale. Cette étude n'aurait cependant pas amené de preuve scientifique.

## Rôles
Le liquide lacrymal permet l'oxygénation et la protection de la cornée. 
Les larmes permettent un soulagement des tensions psychiques. Pleurer est souvent un acte réflexe qui soulage les tensions psychiques fortes, telles : anxiété, angoisse, peur, tristesse, ou tout autre trop-plein de tension même positive (« pleurer » de joie). Les larmes ont donc aussi un rôle protecteur psychique. Elles sont un des moyens de communication non verbale dont dispose l'Homme, notamment quand il est bébé, enfant ou personne âgée ou qu'il n'est pas en état de parler.
Les larmes d'émotion d'un individu pourraient ainsi contenir un signal chimique volatil dont la perception par un autre individu, par le biais des récepteurs de l'olfaction, serait à l'origine d'un effet sur son état d'esprit (diminution de la tension sexuelle, de la testostérone chez l'homme…).

## Facteurs non émotionnels agissant sur la production de larmes

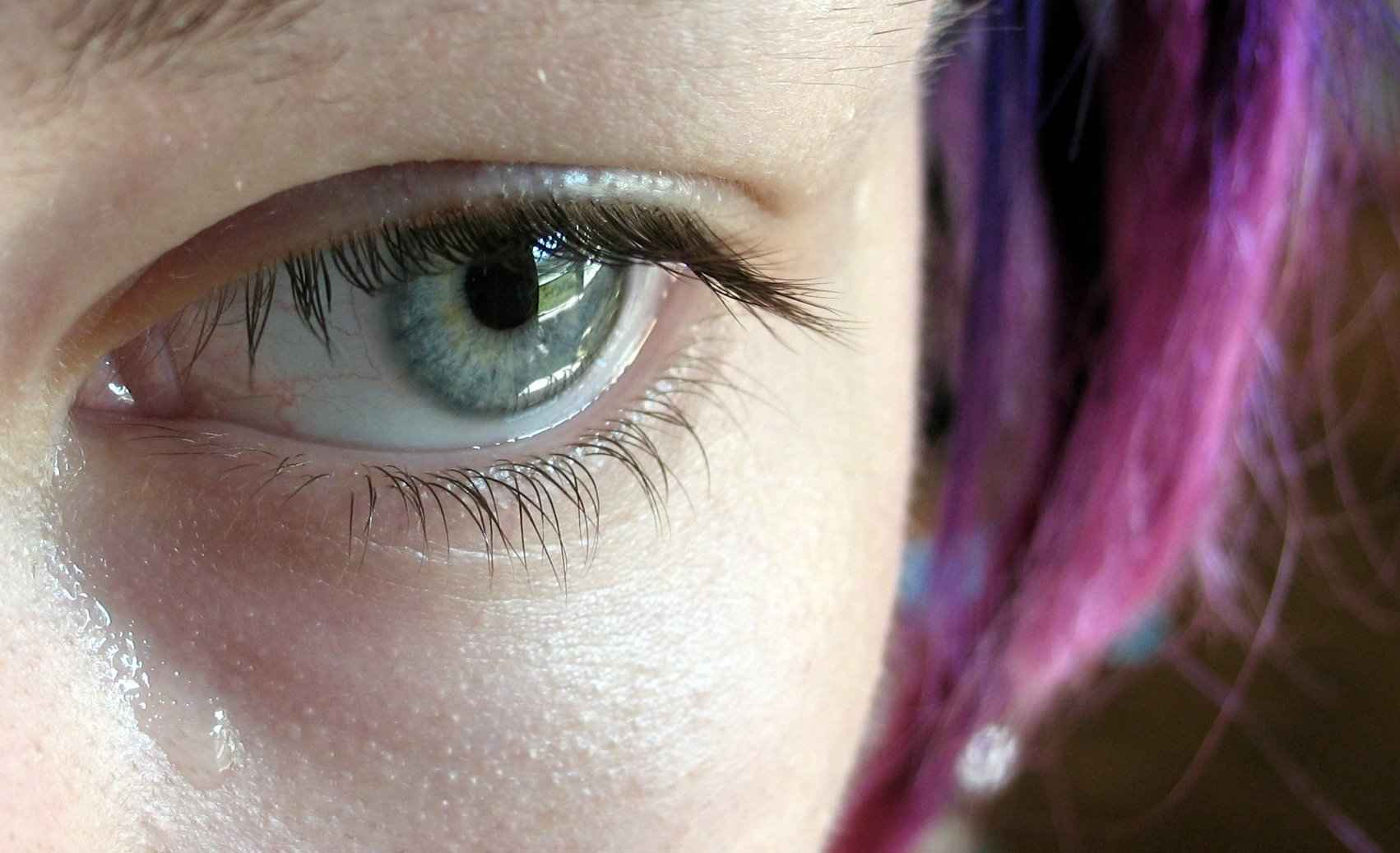
Larme glissant dans la « vallée des larmes » (sillon entre les joues et la partie haute du nez).

### Effet du vieillissement
Après l'âge de 45 ans, comme toute glande, le système lacrymal se dégrade, ce qui diminue la quantité de larmes produite, surtout chez la femme. 
Il existe de plus des effets du temps qui aboutissent à des dysfonctionnements de la pompe lacrymale ayant pour effets :
- une augmentation de la laxité palpébrale horizontale et la descente du muscle des paupières ;
- une éversion des méats lacrymaux ;
- une malposition palpébrale.

Ces effets entraînent un défaut d'évacuation des larmes par le conduit lacrymo-nasal et un larmoiement chronique.
La production de larmes est nécessairement influencée par l'environnement de l'individu. Le rôle protecteur doit s'adapter aux conditions de l’œil pour empêcher sa sécheresse sans le noyer mais aussi réagir contre les poussières en les évacuant tout comme les microbes.

### Facteurs environnementaux
Ces facteurs environnementaux sont nombreux et tous les traiter serait impossible. On dira alors que le système lacrymal est intelligent et change la quantité de larmes sécrétées en fonction de l'environnement dans les quantités idéales pour chaque cas.
En effet, lorsque le climat est chaud et sec, l’œil se dessèche plus vite du fait de l'évaporation. Dans ce cas la production augmente et les paupières clignent plus régulièrement afin de répartir ce surplus.
Lorsque le temps est humide, la production est moindre car l'évaporation est elle aussi faible. Dans un même temps, les paupières battent moins vite.
Lorsque l'on traverse une zone poussiéreuse, il faut évacuer ces envahisseurs qui peuvent endommager l’œil. La quantité de larmes est donc augmentée et une grande partie des poussières sont transférées par l'intermédiaire de larmes dans le nez où elles forment des blocs compacts.

### Un exemple précis: l'oignon
Dans le cytoplasme des cellules d’oignon se trouve un composé appelé alliine (acide aminé sulfoxydé) ; la vacuole, elle, contient une enzyme appelée alliinase. Quand la lame du couteau coupe la rondelle d’oignon et déchire la membrane cellulaire, l’alliinase agit sur l'alliine pour obtenir deux composés dont un acide sulfénique. Cet acide sulfénique se réorganise spontanément en oxyde de propanethial (ou sulfate d’allyle). C’est donc ce composé très volatil qui atteint les yeux. L’eau des larmes l’hydrolyse en acide propanesulfinique qui irrite les yeux[réf. nécessaire]. Finalement, plus l'oignon agit et plus nous réagissons ; mais la réaction entraîne l'agression. Il n'y a alors qu'une solution, éloigner l'oignon de l’œil.
Réaction au contact de sulfate d'allyle :
oignon urticant : stimulus → récepteur sensible au stimulus → centre nerveux qui traite l'information → commande aux glandes lacrymales de pleurer → réflexe : sécrétion et excrétion de larmes. 
La douleur qui suit cette réaction est envoyée par les récepteurs seulement un temps après cette réaction, ce qui montre que celle-ci est presque immédiate.

## Rôle des émotions dans la surproduction de larmes

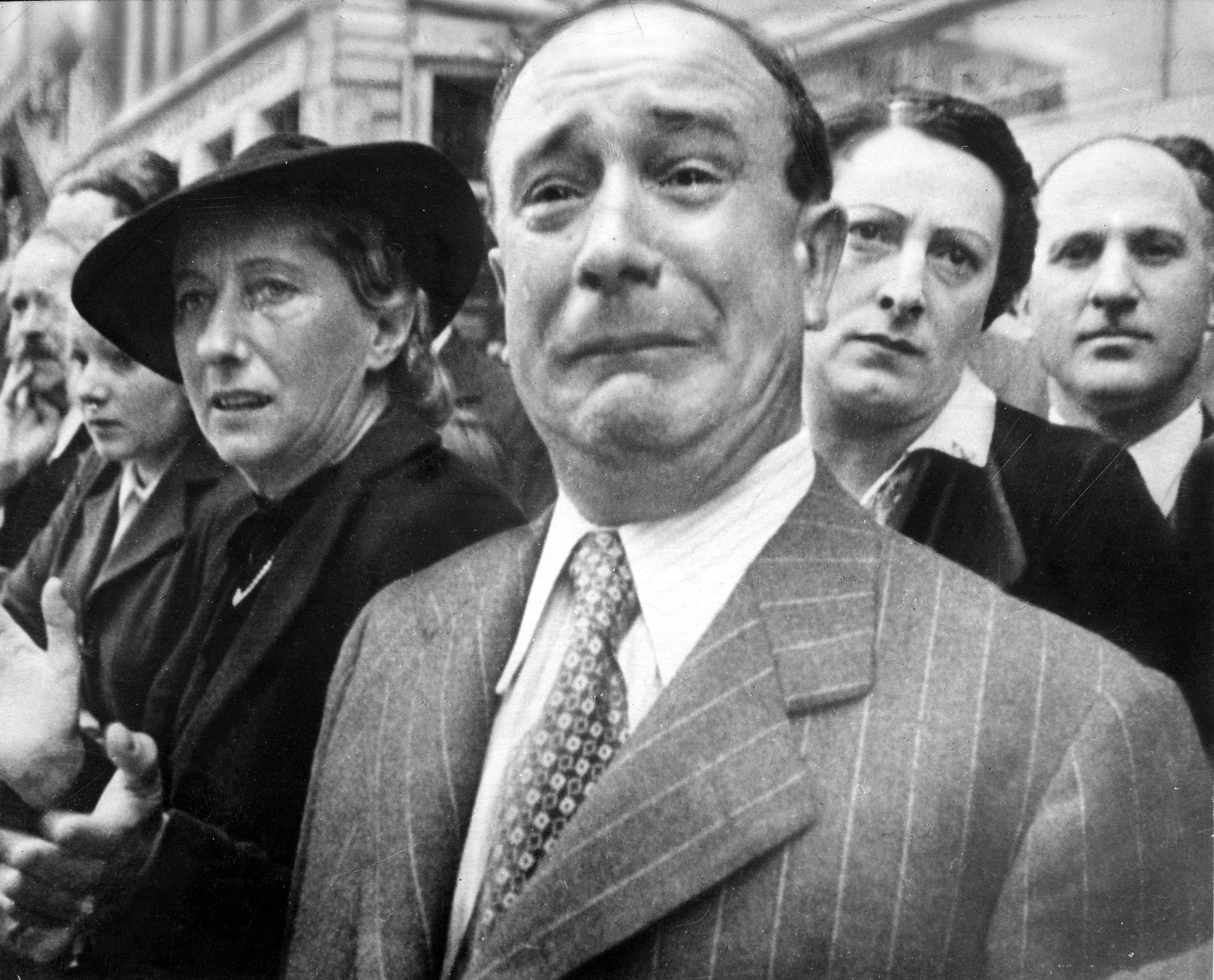
Homme en pleurs assistant en 1941 pendant la Seconde Guerre mondiale à Marseille au départ en Afrique du Nord des drapeaux des Régiments dissous.

Les émotions agissent sur les glandes lacrymales par l'intermédiaire du système limbique. Cela a été rendu possible par une mutation génétique aléatoire qui s'est produite dans l'espèce humaine il y a des centaines de milliers d'années et qui a fait que le système limbique – centre fonctionnel des émotions – s'est connecté aux glandes lacrymales.
Le nerf facial VII contrôle les glandes lacrymales.
Il existe deux sortes de fibres qui agissent sur les glandes lacrymales : les fibres sympathiques et parasympathiques. 
D’une manière générale, au niveau du corps humain, les nerfs parasympathiques et sympathiques contrôlent les activités involontaires des organes (ex. : battements du cœur). L’action des nerfs parasympathiques est très souvent opposée à l’action des nerfs sympathiques. Par exemple, au niveau des glandes, les nerfs parasympathiques augmentent les sécrétions, et les nerfs sympathiques les diminuent. Les commandes du système nerveux peuvent donc trouver, grâce à ces nerfs, un équilibre dans le fonctionnement des organes.
Pour atteindre la glande lacrymale, les fibres parasympathiques et sympathiques empruntent un chemin légèrement différent.
Les fibres sympathiques de la glande lacrymale suivent tout d’abord les fibres sympathiques oculaires puis, au plexus carotidien, prennent une voie différente : elles traversent le nerf pétreux profond.
Les fibres parasympathiques des glandes lacrymales, elles, ont pour origine le centre lacrymo-muco-nasal, situé dans la protubérance annulaire. Elles suivent le nerf VII puis, à la sortie du ganglion géniculé, l’abandonnent et forment le nerf grand pétreux superficiel. Celui-ci s’anastomose avec le nerf pétreux profond et forme le nerf vidien.
Une fois réunies dans le nerf vidien, les fibres sympathiques et parasympathiques de la glande lacrymale atteignent le ganglion sphéno-palation (ou ganglion ptérygo-palatin). Ces fibres sont appelées à leur sortie du ganglion « fibres post-ganglionnaires ». Celles-ci rejoignent le nerf maxillaire supérieur. Elles empruntent la voie orbitaire de ce dernier puis le nerf lacrymal (issu du nerf ophtalmique). Ce nerf va les mener dans la glande lacrymale.

### En quoi est-il utile de pleurer après une émotion forte?

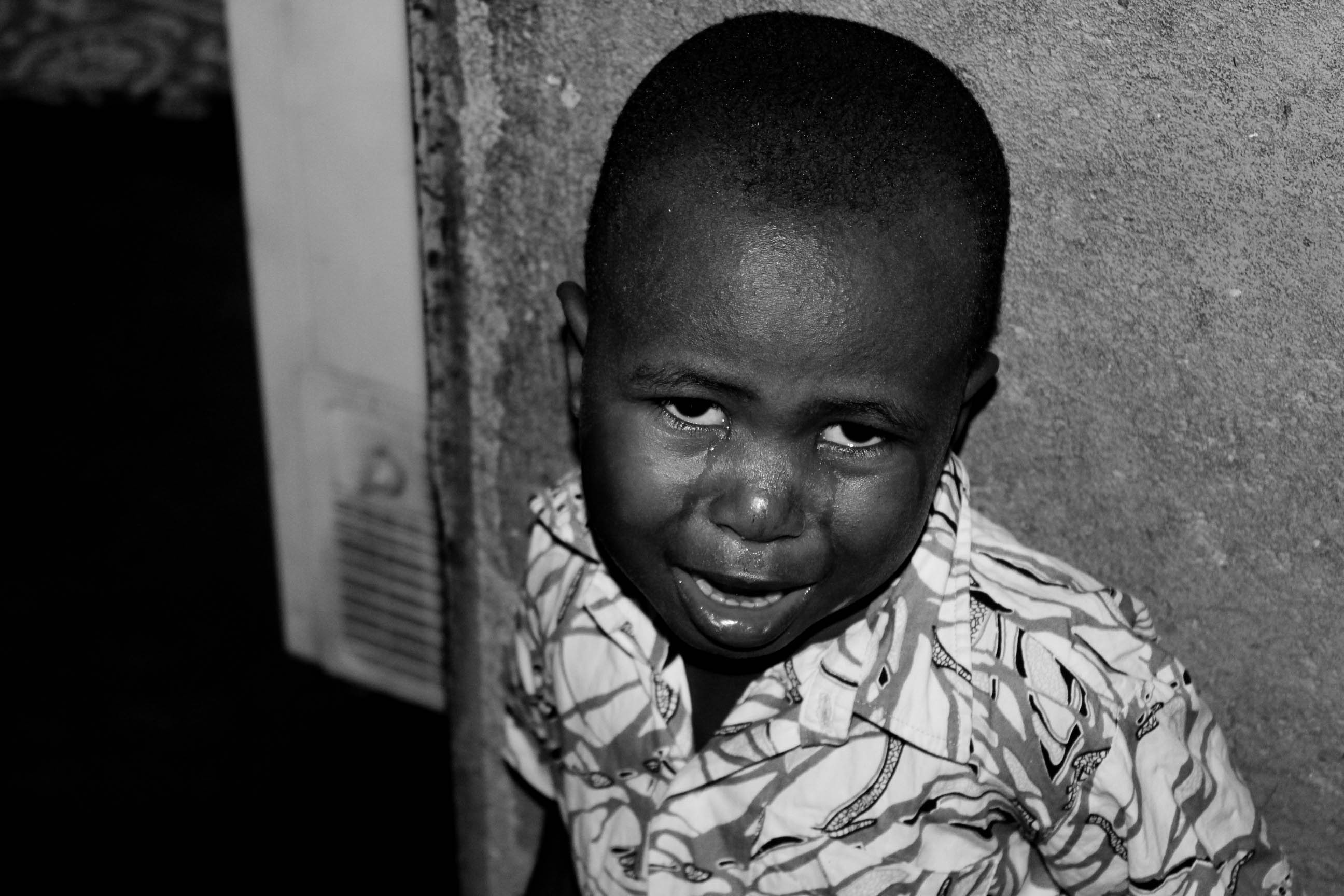
Enfant tanzanien en larmes

La composition des larmes évacuées à la suite d’une émotion est très différente des larmes créées en permanence ou des larmes-réflexes. Les pleurs d’émotion contiennent en effet plus de protéines, d’hormones, dont la prolactine mais aussi la leu-enképhaline (un peptide opioïde) qui agit sur la douleur. Le message nerveux qui provoque les larmes entraîne également la production d’antalgiques naturels. On retrouve également dans ce type de larmes les molécules responsables du stress ou des toxines apparues sous l’effet du stress.
La particularité des larmes d'émotion reste largement inexplorée. Les effets de catharsis ou relaxant des larmes qu'avancent certaines thèses restent à confirmer, observe la DOG dans une étude publiée en 2009. On peut pleurer sous le coup d'une émotion qu'on ne peut parvenir à verbaliser, lorsque « les mots ne viennent plus ».

## Fatigue entraînée par le fait de pleurer
Il est courant que le fait de pleurer laisse « une sensation de grande fatigue physique » alors que la personne qui pleure n'a pas l'impression d'avoir fourni un effort. Ce phénomène vient des situations de stress qui provoquent les larmes et entraînent la libération d'hormones, en particulier du cortisol et de l'adrénaline. Ces hormones vont elles-mêmes provoquer l'accélération du rythme cardiaque, la dilatation des vaisseaux sanguins et la production d'énergie à partir de glucose et d'acide gras, ce qui va amenuiser les réserves utilisables par les muscles, de la même manière qu'après un effort physique. En outre, le fait de pleurer fait faire des mouvements qui font aussi travailler des muscles qui sont habituellement peu mobilisés, comme ceux du menton, de la poitrine ou de l'intérieur de la gorge.

## Expressions
- Pleurer à chaudes larmes : pleurer sincèrement, fortement.
- Être au bord des larmes : être poussé à bout, prêt à pleurer.
- Larmes de crocodile : larmes hypocrites. Verser des larmes de crocodile : verser de telles larmes. Se dit lorsqu'une personne fait semblant de pleurer (fausses larmes) ou en n'étant pas sincère (en référence aux larmes hypocrites que ces reptiles verseraient sur la mort des proies qu'ils dévorent malgré tout)[8]. En biologie, larmes de crocodile est synonyme de réflexe gusto-lacrymal et de syndrome gusto-lacrymal[9].
- Une larme : une goutte. Se dit par exemple pour demander une petite quantité d'un liquide tel que le champagne.
- Les Saintes Larmes font partie des reliques « physiques » du Christ, traces de son passage sur la Terre. Tandis que le Lacryma Christi (larme du Christ) est un vin napolitain.
- Pleurer comme une Madeleine : pleurer en abondance pendant un large laps de temps (d'après le passage de l'Evangile : "Le repas chez Simon").
- Fondre en pleurs : éclater en sanglots.
- Verser des pleurs : pleurer.
- Calmer les pleurs : apaiser les larmes.
- Jean qui pleure et Jean qui rit : Passer facilement de la joie à la tristesse. Cette expression vient du poème "Jean qui pleure et qui rit", écrit au XVIIIe siècle par Voltaire. Dans ce poème, Voltaire évoque la versatilité de l'être humain, capable de souffrir de déprime le matin et d'aller festoyer le soir.
- Essuyer les pleurs de quelqu'un : Calmer la peine de quelqu'un, consoler.
- Pleurer toutes les larmes de son corps : Pleurer beaucoup.
- Pleurer de bonheur : Avoir des pleurs de joie, de bien-être.
- Pleurer la disparition : Souffrir de la mort de quelqu'un.
- Pleurer comme un veau : Pleurer beaucoup à profusion.
- Pleurer de rire : Rire énormément.
- Faire pleurer le colosse : Désigne le fait d'uriner.
- Pleurer après quelqu'un ou quelque chose : Réclamer quelqu'un ou quelque chose avec instance.
- Répandre des larmes : Pleurer, pleurnicher, s'épancher, se lamenter.

## Pleurs de vigne et larmes de vin

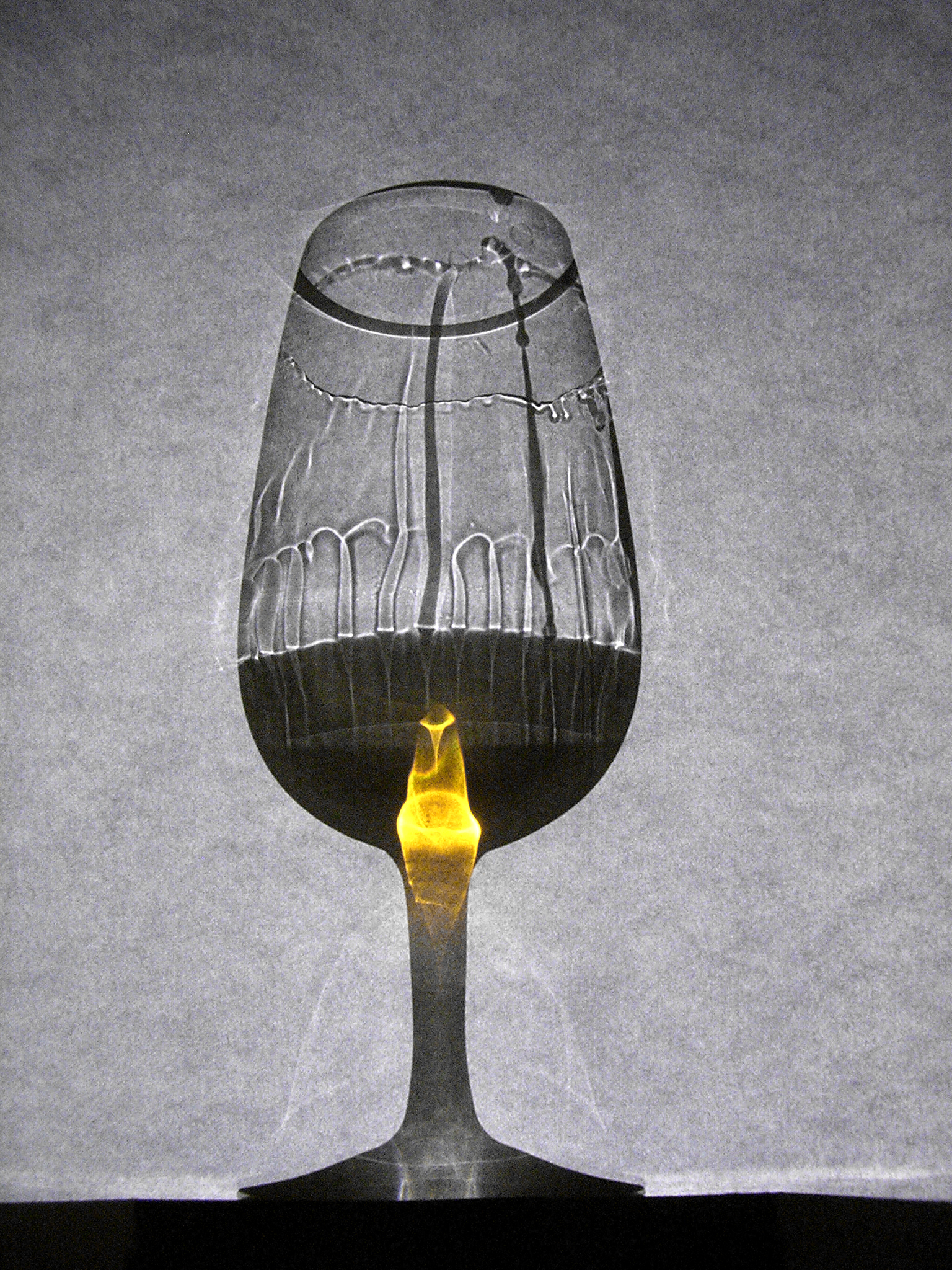
Les larmes du vin

Les pleurs de la vigne sont un écoulement de sève, visibles après l'hiver, sur les plaies causées par la taille de la vigne.  
Les larmes de vin sont des gouttes de liquide s'écoulant dans un verre de vin, et qui s'observent le plus souvent lors de sa dégustation.  